# ویلا شیارا

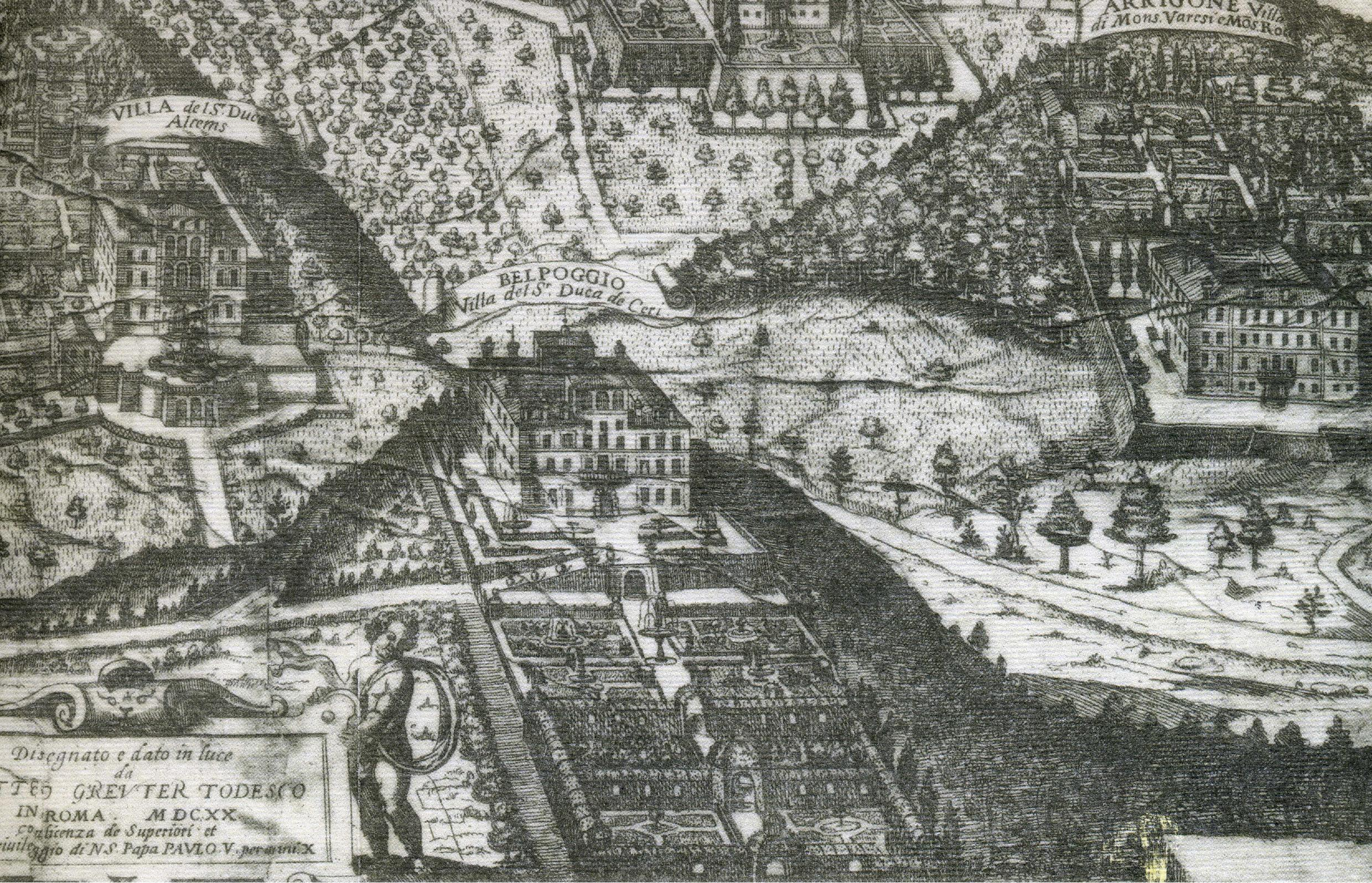
ویلا شیارا

ویلا شیارا (Villa Sciarra) یا بل پوگیو ویلایی در بخش فراسکاتیی ایتالیا است که باغ‌های ان هم‌اکنون پارک عمومی هستند. این بنا در سال ۱۵۷۰ به دستور ارباب اتاویانو وستری ساخته شده‌است و سر در دروازهٔ باغ‌ها به نیکولا سالوی نسبت داده شده‌اند. 
عمارت اصلی ویلا در ۸ سپتامبر ۱۹۴۳ در بمباران فراسکاتی توسط متفقین تخریب شد.